# 菅原清公
菅原 清公（すがわら の きよきみ/きよとも）は、平安時代初期の公卿・文人。遠江介・菅原古人の四男。官位は従三位・左京大夫。

## 経歴
父・古人は高名な儒家であったが、家に財産がなかったことから、清公ら子息は窮乏し苦しんだという。清公は若い頃から経書と史書を学び、延暦3年（784年）詔により皇太子・早良親王に付き従い、延暦8年（789年）弱冠20歳で奉試に及第して文章生に補せられる。学業に優れて文章得業生に推挙されて美濃少掾に任官し、延暦17年（798年）対策に及第して大学少允に任ぜられた。
延暦21年（802年）遣唐判官に任ぜられ、近江権掾を兼ねる。延暦23年（804年）最澄らと共に第二船に乗船して唐に渡り、遣唐大使・藤原葛野麻呂と共に皇帝・徳宗に謁見し、その引き立てを得た。延暦24年（805年）帰国して従五位下・大学助に叙任される。
延暦25年（806年）尾張介に遷り、平城朝から嵯峨朝初頭にかけて地方官を務める。国司として後漢の劉寛のように刑罰を用いない統治を行ったという。9世紀成立と推定される地誌『尾州記』は、尾張国司在任中の菅原が編纂したと推定されている（現在は散逸）。
弘仁3年（812年）地方官の任期を終えて帰京すると、左京亮・大学頭・主殿頭・左右少弁・式部少輔と京官を歴任し、弘仁7年（816年）従五位上、弘仁10年（819年）正五位下・文章博士、弘仁12年（821年）従四位下・式部大輔と嵯峨朝後半にかけて順調に昇進した。この間の弘仁9年（818年）には詔により、朝廷における儀式や衣服が唐風に改められ、五位以上の位記が中国風に改められ、諸宮殿・院堂門閣に新たな扁額が製作されたが、全てに清公が関与したという。のち、左中弁に転じるが意に適わないことがあり、求めて右京大夫に遷った。清公が右京大夫の官職にあった際、嵯峨天皇に京職大夫の相当位を問われ、正五位相当であると答えたところ、直ちに京職大夫の相当位が従四位に改められた。
淳和朝に入ると、天長元年（824年）播磨権守に左遷されるが、時の人はこれを憂いた。翌天長2年（825年）には国の元老である清公を平安京から遠く離れた地に配置するのは適切でないと、公卿らが上奏したため、清公は再び入京して文章博士を兼ねた。のち、文章博士を務める傍ら弾正大弼・左京大夫を兼ね、天長4年（827年）従四位上、天長8年（831年）正四位下と昇進する。
仁明朝の承和6年（839年）には従三位に叙せられて公卿に列すが、老いと病により衰え弱り、歩行に難渋するようになっていたことから、勅により参内にの際に建礼門前の大庭にある梨の樹の下まで牛車に乗ったまま来ることを、これまでの学識を認められて特別に許されている。その後、病により参内することもだんだん絶えて、承和9年（842年）10月17日に薨去。享年73。最終官位は文章博士従三位。
孫の菅原道真が天神として祀られたことから、子の是善と共に天満宮に祀られている。

## 事績
具体的な後世に残った事績としては、それまで和風だった人名のつけ方を唐風に改めたことが挙げられる。男子の場合「坂上田村麻呂」の「田村麻呂」のような形式から「菅原道真」の「道真」や「藤原基経」の「基経」といった二文字訓読みか「源融（みなもと の とおる）」の「融」や「源信（みなもとの・まこと）」の「信」など一文字訓読みという形式にし、女性の名前の「○子」という形式にすることは彼の建言によって導入されたものである。
清公は「儒門之領袖」と称されて、文章博士の官位相当を貴族である従五位下に引き上げさせて、律令法によって本来大学寮の博士の筆頭とされてきた明経博士からその地位を奪った。また、大江音人のように私邸にまで訪問して教えを請う者もいた。このため、菅原氏の私邸の廊下（当時は空間が広く部屋代わりにも用いられていた）には学生達が集まるようになり、後世に「菅家廊下」と称されるようになったとされている。清公以後、博士が学生と私的な師弟関係を結ぶきっかけとなり一種の学閥の形成が進むとともに、子弟の教育に力を注いだ（勿論、後継者である是善・道真の才能による部分も大きいが）ことによって菅原氏から世襲的に文章博士が輩出されるようになったため、才用（実力）があれば家柄や人脈にとらわれず評価されるべきであると主張した都腹赤（良香の伯父）を始めとする他の文章博士の反感を買った。菅原氏と反対派の対立は次代以後に持ち越され、後の道真左遷（昌泰の変）の遠因となったとする見方もある。

## 人物
人徳があり、生物を愛して殺生を好まなかった。老いてからは勤行のために仏像の製作や写経に励む一方、常に名薬を服用して顔貌が衰えることがなかったという。
漢詩人として、『凌雲集』に4首の漢詩作品が採録されているほか家集に『菅家集』がある。また、清原夏野らと共同で『令義解』を編纂した。また、嵯峨天皇に対して『文選』の侍読を、仁明天皇に対して『後漢書』の侍読を務めた。

## 官歴
注記のないものは『六国史』による。
- 延暦8年（776年） 日付不詳：文章生
- 時期不詳：文章得業生。美濃少掾[5]
- 延暦17年（785年） 5月2日：対策及第（上第）[5]
- 時期不詳：大学少允
- 延暦21年（789年） 日付不詳：遣唐判官。日付不詳：兼近江権掾
- 時期不詳：正六位上
- 延暦24年（805年） 7月25日：従五位下。8月20日：大学助
- 延暦25年（806年） 正月28日：尾張介
- 弘仁3年（812年） 2月10日：左京亮。8月3日：大学頭
- 弘仁4年（813年） 日付不詳：主殿頭
- 弘仁5年（814年） 正月：右少弁[5]。5月：左少弁[5]。日付不詳：式部少輔
- 弘仁7年（816年） 日付不詳：従五位上。日付不詳：兼阿波守
- 弘仁10年（819年） 正月7日：正五位下。正月：兼文章博士
- 弘仁12年（821年） 日付不詳：従四位下。日付不詳：式部大輔。日付不詳：左中弁。日付不詳：右京大夫
- 弘仁14年（823年） 日付不詳：弾正大弼
- 天長元年（824年） 日付不詳：播磨権守
- 天長2年（825年） 日付不詳：兼文章博士
- 天長3年（826年） 3月：弾正大弼。日付不詳：兼信濃守。日付不詳：左京大夫、文章博士如故
- 天長4年（827年） 正月21日：従四位上
- 天長8年（831年） 正月4日：正四位下
- 天長11年（834年） 正月12日：兼摂津権介
- 承和2年（835年） 11月7日：兼但馬権守[5]
- 承和3年（836年） 2月7日：兼但馬守、左京大夫文章博士如故
- 承和6年（839年） 正月7日：従三位
- 承和9年（842年） 10月17日：薨去（文章博士従三位）

## 系譜
- 父：菅原古人[2]
- 母：不詳
- 生母不明の子女
  - 男子：菅原興善[6]
  - 男子：菅原忠臣[6]
  - 三男：菅原善主（803-852）[6]
  - 四男：菅原是善（812-880）[6]
  - 男子：秋篠清成？[7]